# Mässingssextetten Limpan
Messingssextetten Limpan var en blåsorkester som bildades i Karlskoga. De var aktiva åren 1940–1990.
Sextetten bildades i slutet av 1940-talet och medverkade sporadiskt vid förekommande festligheter i Karlskoga. Under denna tid var de kända vid namnet Bagarextetten Limpan. Deras glesbelagda spelningar tillsammans med den lite skämtsamma musiken, gjorde de inte särskilt stora. Under senare år fick dock sextetten in mer musiker, med bättre erfarenheter från exempelvis Bofors Musikkår. Karaktären ändrades sedan och man har velat framtona kultur och charm, som bäst kan finnas i just sextettmusiken. Musiken som under senare år spelades har anor från sent 1800-tal fram till tidigt 1920-tal. Det var under denna tid som bandet bytte namn till Messingsextetten Limpan.

## Skivpubliceringar
Den enda kända skivan släppt av sextetten är deras LP-skiva 1977. Skivan släpptes av ett litet oberoende skivbolag Opus3 . De satsar själva på tidlös, akustisk musik som jazz, folkmusik och klassisk musik. 

### Skivans innehållande låtar

#### Sida A
1. "Glada Lifvet" 04:35
2. Lila Frida 02:03
3. Det var en Lördag Aften 02:06
4. Isabella 02:43
5. Polkan går 01:06
6. En sommarvals 02:41
7. Tyrolerhatten 01:34
8. Spiskroksvalsen 01:59
9. Bagni Di Luca 02:18
10. Vesper 02:02

Total tid: 23:07 

#### Sida B
1. Sorgslösa brunn 01:58
2. Dala hambo 02:26
3. Miliana 03:39
4. Polka favorit 01:15
5. Il baccio 02:08
6. En te' tå samme slag 02:26
7. Släckta fyrar 01.38
8. Finksa valsen 02:00
9. Värmlandsvisan 01:41
10. Marsch 02:15

Total tid: 21:36  

### Övrig information
- Produktion: AUDIO-produkter Karlskoga
- Producent: Bo Hansson
- Tekniker: Bo Hansson
- Inspelningsdatum: Nov 1977 - Jan 1978
- Inspelnignsplats: Bofors samlingshus
- Album: Eric Carlstedt
- Foto: Eric Carlstedt
- Gravering: Peter Strindberg, Cutting Room
- Matrisering och pressening: Grammoplast AB
- Distribution: Opus3, Göteborg

## Medverkande (1977)
- Esskornett: Karl-Erik Landgren
- B-kornett: Nils Hahne
- 1:e Tenor: Torbjörn Lundqvist
- 2:e Tenor: Evert Staake
- Althorn: Per Röjare
- Bastuba: Bertil Pettersson
- Dirigent: Arne Andersson